# Eilema costistrigata
Eilema costistrigata är en fjärilsart som beskrevs av Bethune-Baker 1900. Eilema costistrigata ingår i släktet Eilema och familjen björnspinnare. Inga underarter finns listade i Catalogue of Life.